# Chris Steger
Pour les articles homonymes, voir Steger.
Christian « Chris » Steger (né le 26 décembre 2003 à Schwarzach im Pongau) est un chanteur autrichien.

## Biographie
Chris Steger vit avec ses parents à Sankt Martin am Tennengebirge, où il joue au football. Il apprend d'abord la guitare à huit ans puis se met à chanter. Il est l'élève de la HTBLA Hallein (de) pour être menuisier comme son père quand il arrête la scolarité pour sa carrière artistique.
En 2016, il participe au Kiddy Contest (de), qu'il remporte avec son interprétation de la chanson Stitches de Shawn Mendes. Un an plus tard, il participe à The Voice Kids en Allemagne, mais doit quitter la compétition après le deuxième tour.
Avec sa mère Anita, Christof Straub (de) devient le manager de Chris Steger. Ils sortent le single Zefix en 2020. La chanson entre dans les meilleures ventes autrichiennes et y reste 19 semaines pendant l'automne. Elle remporte en 2021 l'Amadeus Austrian Music Award (de) de la chanson autrichienne de l'année ; il est le plus jeune artiste à remporter ce prix. Les singles suivants sont des échecs. Pendant ce temps, il accomplit son service militaire dans la Bundesheer autrichienne. En novembre 2021, son album du même nom que son premier single qui a du succès atteint la deuxième place des ventes en Autriche.
Son deuxième album Koa Garantie sort le 6 octobre 2023 et devient numéro un en Autriche.
Le style distinctif de Steger est, d'une part, le lederhose qu'il porte dans les clips vidéo et lors des performances, que ce soit en autrichien ou dans un dialecte régional.

## Discographie
Albums
- 2021 : Zefix
- 2023 : Koa Garantie

Singles
- 2020 : Zefix
- 2020 : Wonn i donn hoam kimm
- 2021 : Oans, zwoa, drei
- 2021 : Leicht kennt ma’s hom
- 2021 : Da Beste
- 2021 : Die Schenste
- 2021 : Präsident
- 2021 : Nua da Wind
- 2021 : Fuat auf’d Nocht
- 2021 : Woan nua,
- 2022 : Gib ma an Grund
- 2022 : Stü is die Nochd (avec Edmund)
- 2023 : Wias sei soi

## Récompenses
- Kiddy Contest 2016 : vainqueur avec la chanson Ich bleib lieber Single (reprise de Stitches de Shawn Mendes)
- Amadeus Awards 2021 : Chanson de l'année pour Zefix.